# Mystromer
Die myStromer AG mit Sitz in Oberwangen BE ist ein Schweizer Hersteller von schnellen E-Bikes mit einer Geschwindigkeit von bis zu 45 km/h der Marke Stromer.

## Geschichte
Thomas Binggeli, der Gründer von Thömus, gründete 2010 die myStromer AG, nachdem er ein Jahr zuvor ein schnelles E-Bike, das Stromer V1 mit Hinterradantrieb entwickelt hatte. 2011 kam das ST1 als schnelles Pedelec mit Akku im Unterrohr auf den Markt. Ab 2011 gehörte Stromer zum Schweizer Fahrradhersteller BMC Switzerland AG und der Vertrieb wurde auf Europa und USA erweitert. 2013 wurde der Hauptsitz in Oberwangen bei Bern eröffnet. Das 2014 vorgestellte Modell ST2 war das erste E-Bike, das sich über die webbasierte Plattform OMNI mit dem Smartphone verbinden ließ. 2017 wurde Stromer wieder eigenständig und gehört seitdem nicht mehr zum Mutterkonzern BMC. Der neue Verwaltungsrat besteht unter anderem aus Stephan Müller, Thomas Binggeli, Ruedi Noser und Stefan Schwab.
2021 wird Stromer von der Beteiligungsgesellschaft Naxicap, dem Private-Equity-Arm von Natixis, übernommen.

## Innovation
Besonderheiten sind unter anderem der Diebstahlschutz mit Wegfahrsperre sowie Telemetrie und ERS (Energierückgewinnung beim Bremsen). 2020 stellen Stromer und Blubrake das ST5 ABS vor, bei dem das Antiblockiersystem vollständig im Rahmen integriert ist.

## Kooperationen
Die Schweizerischen Bundesbahnen bieten ein Kombi-Angebot mit dem Stromer ST1 und dem Libero-Verbund-Abo an, um Nahverkehr und Stromer gleichzeitig nutzen zu können. Pick-e-Bike ist ein Sharingsystem für E-Bikes in der Region Basel, dessen Flotte aus Stromer Speed-Pedelecs besteht.

## Auszeichnungen (Auswahl)
- 2020: German Brand Award in Gold in der Kategorie »Excellent Brands – Transport & Mobility«[10]
- 2020: German Brand Award, “Special Mention” in der Kategorie „Brand Innovation of the Year“[11]
- 2020: Design & Innovation Award, Kategorie „Urban“[12]
- 2020: Red Dot Design Award Winner[13]
- 2015: IF Design Award in der Kategorie Produkte[14]
- 2014: Eurobike Gold Award[15]

## Modelle

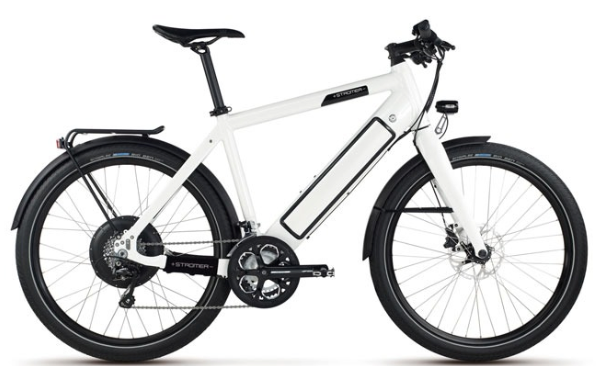
Stromer ST1 (2011)